# Indische Post
Die Indische Post (englisch Indian Postal Service, Hindi भारतीय डाक) (Marktauftritt: India Post) ist das staatliche indische Postunternehmen.
Es gibt 154.965 Postämter, darunter das einzige schwimmende Postamt der Welt auf dem Dal-See. Bezüglich der Anzahl an Postämter ist es die größte Postverwaltung der Welt.
Es gibt 23 Zustellbereiche (postal circles), davon ein militärisches (Army Postal Service).
Jeder Bereich ist in Regionen und wiederum Divisionen untergliedert. Jeder postal circle wird von einem Postmaster General geleitet. Die Gesamtleitung unterhalb des Staatssekretärs für Post hat der Chief Postmaster General inne. Generaldirektor ist Shri Alok Sharma. Sitz der Postverwaltung ist Neu-Delhi. Das heutige Logo wird seit 2008 verwendet. India Post ist Mitglied des Weltpostvereins.

## Geschichte

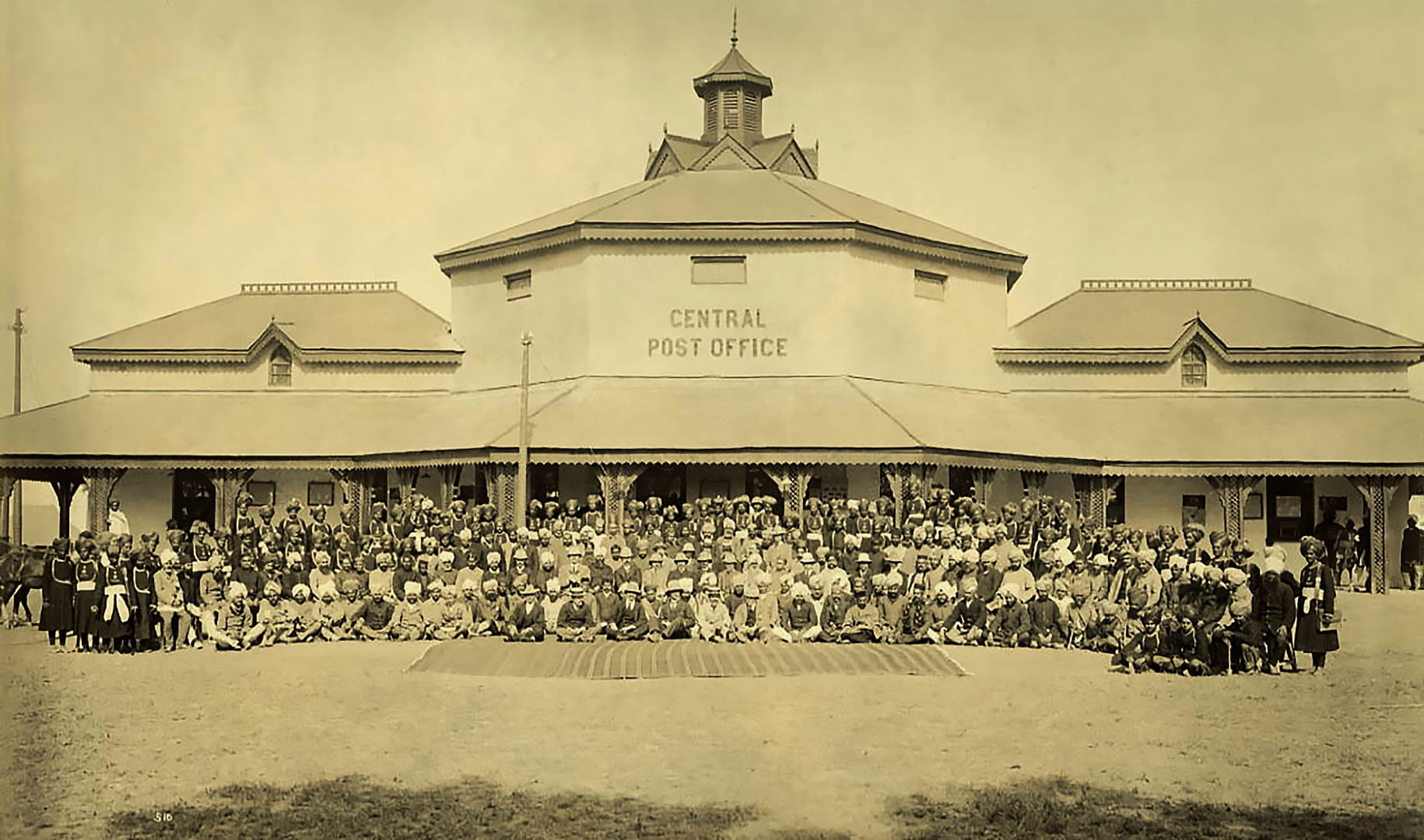
Mitarbeiter des Zentralpostamtes in Delhi (1903)

Erste schriftliche Erwähnungen von Postversendungen im heutigen Indien sind in der Atharvaveda (1. Jahrtausend vor Christi) beschrieben.

Am 31. März 1774 wurde das Post Office Department of the East India Company gegründet. Ab 1839 bestand mit der Indian Mail (auch Malle des Indes genannt) eine regelmäßige Postverbindung zwischen London und Bombay, über die bis 1939 in Kombination von Zug und Dampfschiff die gesamte Post zwischen Großbritannien und der wichtigsten britischen Kolonie befördert wurde.
Im Jahr 1854 gründete James Broun-Ramsay, 1. Marquess of Dalhousie die Postverwaltung von Britisch-Indien (Post Office of East India).
Kurz vor der Unabhängigkeit Indiens gab es 652 Fürstenstaaten. Bezüglich der Zusammenarbeit oder der Unabhängigkeit von der indischen Postverwaltung Indian Postal Service wurde zwischen Feudalstaaten mit eigenem Postsystem (Feudatory states) und den Konventionsstaaten (Convention states) unterschieden:
| Konventionsstaaten | Feudalstaaten mit eigenem Postsystem | Feudalstaaten mit eigenem Postsystem | Feudalstaaten mit eigenem Postsystem |
| - Chamba - Faridkot (einstmals Feudalstaat; Vertragsschluss 1887) - Gwalior - Jind (einstmals Feudalstaat; Vertragsschluss 1885) - Nabha - Patiala | - Alwar (1877–1902) - Bahawalpur (1947–1949) - Bamra (1888–1895) - Barwani (1917–1948) - Bhopal (1872–1908, Dienstpost bis 1950) - Bhor (1879–1895, Dienstpost bis mindestens 1901) - Bijawar (1935–1941) - Bundi (1894–1948) - Bussahir (1895–1901) - Charkhari (1894–1948) - Cochin (1892–1948) - Dhar (1897–1901) - Datia (1893–1921) - Dungarpur (1933–1948) | - Faridkot (1879–1886) - Hyderabad (1869–1949) - Idar (1932–1948) - Indore (1886–1948) - Jaipur (1904–1948) - Jammu und Kaschmir (1866–1894) - Jasdan (1942–1947) - Jind (1874–1885) - Kotah (1874–1901) - Jasdan (1942–1942) - Jhalawar (1886–1900) - Kishangarh (1899–1948) - Las Bela (1897–1907) - Morvi (1931–1948) | - Nandgaon (1891(?)–1894) - Nowanuggur (1877–1895) - Orchha (1913–1948) - Punch (1876–1895) - Rajasthan (1948–1949) - Rajpipla (1879(?)–1886) - Shahpura (1914–1948) - Sirmur (1879–1902) - Soruth (1864–1950) - Tonk (? –?, Briefe bekannt 1906/07) - Travancore (1888–1949) - Travancore-Cochin (1949–1950) - Wadhwan (1888–1894) |

Zum Zeitpunkt der Teilung Indiens gab es 23.344 Postämter.
1972 wurden erstmals in Indien Postleitzahlen eingeführt.

## Department of Posts
Das Postdepartment (Department of Posts) ist Teil des Kommunikationsministerium (Ministry of Communications) und ist für das gesamte nationale Postsystem federführend; diese reguliert zudem die privaten Postdienstleister im Land.

### Liste der Post-Staatssekretäre (Secretaries, Department Of Posts) ab 1947
Leiter des Departments ist Staatssekretär Shri. Pradipta Kumar Bisoi, Chairperson, Postal Services Board. Dessen Amtsvorgänger waren (mit Amtszeiten):
- Sh. K.Ramachandra Murthy  31. Jan. 1985 – 28. Feb. 1987
- Sh. P.S. Raghavachari  1. März 1987 – 31. Jan. 1989
- Sh. Riazudin Khumbia Saiyed  2. Feb. 1989 – 31. Mai 1990
- Sh. Kailash Prakash  31. Mai 1990 – 16. Dez. 1991
- Sh. Suraj Prakash Ghulati  17. Dez. 1991 – 30. Mai 1992
- Sh. Leslie Derick Bonnell  1. Juni 1992 – 31. Okt. 1992
- Sh. Srirangam Kupuswami Parthasarathy  1. Nov. 1992 – 31. Jan. 1994
- Sh. T.E. Raman  1. Feb. 1994 – 31. Mai 1994
- Sh. Sarat Chandra Mahalik  2. Juni 1994 – 31. März 1996
- Sh. Ray Uday Shankar Prasad  1. Apr. 1996 – 30. Juni 2000
- Sh. Barindra Nath Som  2. Juli 2000 – 31. Jan. 2002
- Sh. Swapan Chandra Dutta  1. Feb. 2002 – 28. Feb. 2003
- Ms. Padma Balasubramanian  4. März 2003 – 30. Nov. 2003
- Sh. Vijay Bhusan  1. Dez. 2003 – 30. Nov. 2004
- Sh. R. Ganesan  1. Dez. 2004 – 31. Okt. 2005
- U. Srinivasa Raghavan  1. Nov. 2005 – 30. Juni 2006
- Ms. Jyotsna Diesh  1. Juli 2006 – 31. Dez. 2006
- Sh. I.M.Ghani Khan  1. Jan. 2007 – 23. Juni 2008
- Ms. Radhika Doraiswamy  24. Juni 2008 – 31. Okt. 2011
- Ms. Manjula Prasher  31. Okt. 2011 – 31. Jan.2013
- Ms. Padmini Gopinath  1. Feb. 2013 – 31. Mai 2014
- Ms. Kavery Banerjee  1. Juni 2014 – 30. Apr. 2016
- Sh. Shekhar Kumar Sinha (Addl.Charge)  1. Mai 2016 – 28. Juli 2016
- Sh. Boyapati Venkat Sudhakar  29. Juli 2016 – 30. Apr. 2017
- Sh. Ananta Narayana Nanda  1. Mai 2017 – 31. Okt. 2019
- Sh. Pradipta Kumar Bisoi  1. Nov. 2019  bis dato[14]

## Personal
Derzeit stehen 418.818 Personen in einem Beschäftigungsverhältnis der indischen Post.
Für Direkteinsteiger werden interne Ausbildungen angeboten. Diese beginnt immer in Stufe 1. Qualifizierte Mitarbeiter können Stufe 2 durchlaufen.
- Stufe 1: Grundkurs (Foundation Course) Lal Bahadur Shastri National Academy of Administration (LBSNAA) oder Sardar Vallabhbhai Patel National Police Academy (SVPNA) oder National Academy of Direct Taxes.
- Stufe 2: Management/Administration Rafi Ahmed Kidwai National Postal Academy (RAKNPA).[16]

## Briefkästen

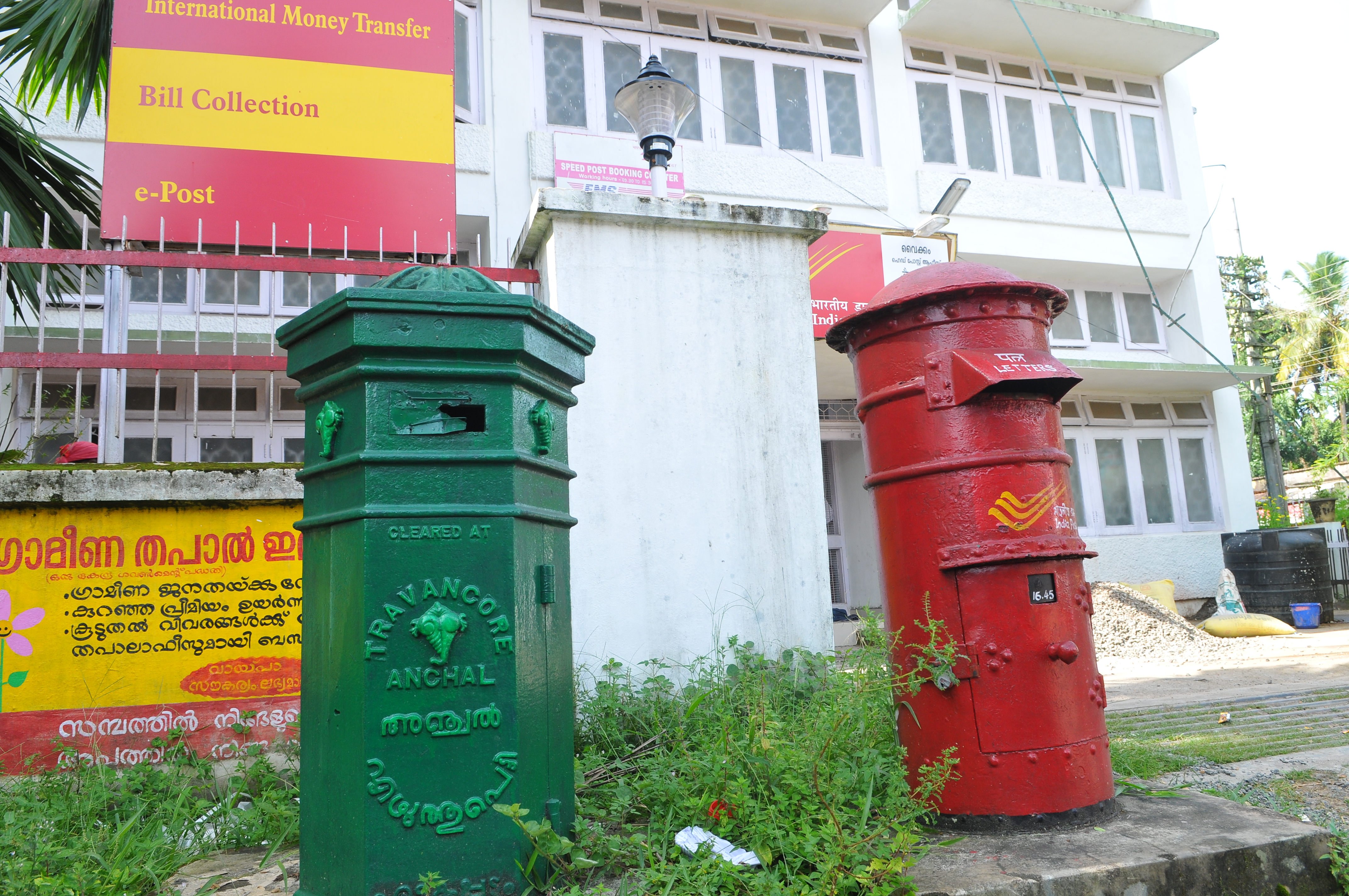
Briefkasten vor 1949 (links im Bild)

Die Einwurfbriefkästen sind in der Regel Kirschrot; es gibt folgende Ausführungen: kleine kastenförmige, kleine tonnenförmige sowie massive tonnenförmige aus Gusseisen.
Eine Besonderheit sind Briefkästen im Bundesstaat Kerala. Das Fürstentum Travancore hatte bis 1949 eine Staatspost. Die Einwurfbriefkästen waren dort ab 1866 grün oder Mauve-Gold und wurden jeweils von Massey & Co in Madras hergestellt. Viele dieser alten Briefkästen stehen noch heute und sind teilweise noch in Gebrauch.

## Dienstleistungen
- Brief- und Paketversand mit und ohne Sendungsversicherung
- EMS Speed Post für Expressversand (nationaler Marktführer) für Sendungen bis 35 kg, für Empfänger in Indien und 99 Ländern. Das Porto beinhaltet stets eine Sendungsversicherung.[19]
- Geldanweisungen (money by money orders)
- Sparbuchsystem und Girokonto (India Post Payment Bank)
- Die Post-Lebensversicherung (Postal Life Insurance) wird seit 1. Februar 1884 für Jedermann angeboten.[20]
- Post-Lebensversicherung für Kunden aus ländlichen Bereichen (Rural Postal Life Insurance)[21]
- Abwicklung von Dienstleistungen der Western Union
- Auszahlung von Pensionszahlungen nach dem Mahatma Gandhi National Rural Employment Guarantee Scheme (MGNREGS).

## Philatelie / Postwertzeichen

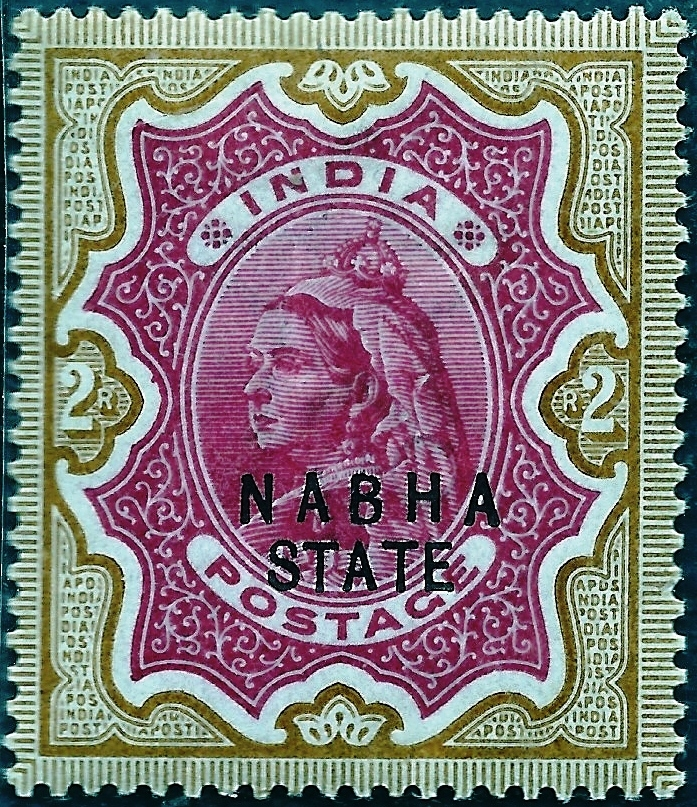
Postwertzeichen vom Staat Nabha (Konventionsstaat) mit dem Nennwert 2 Rupien (IN-NS 14) mit dem Motiv Königin Victoria (Vereinigtes Königreich), herausgegeben 1897

Aufgrund der großen Anzahl an Vorgängerorganisationen mit jeweils eigenen Nennwerten und Motiven gibt es allein schon im 19. und 20. Jahrhundert viele Tausend verschiedenartiger Postwertzeichen, die anfänglich zum Teil aus Prägesiegeln oder Wachsiegeln bestanden. 
Jedes Jahr seit 1947 werden Sonderbriefmarken zum Gedenken an Ereignisse oder Personen (commemorative stamps) aufgelegt; allein 2019 87.
India Post war die erste Postverwaltung in Asien, die gummierte Postwertzeichen ausgab (Juli 1852).
Seit 1947 wurden über 3000 Postwertzeichenarten herausgegeben. Daneben gibt es Dienstmarken für staatliche Behörden (service stamps), die meist die Abbildung einer Ashoka-Säule zeigen.
In Neu-Delhi befindet sich ein großes Philatelie-Museum der Indischen Post. Auf dem Dal-See befindet sich ein weiteres, kleines Philatelie-Museum.

## Abbildungen

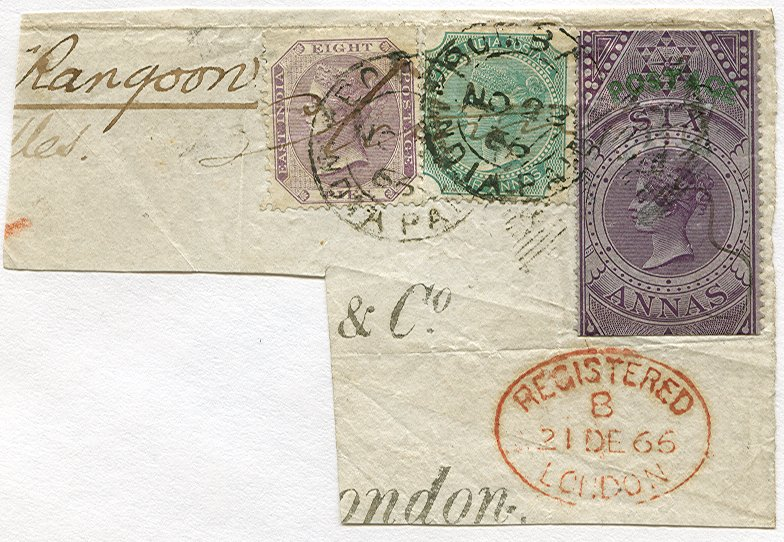
Versandstück von Bombay nach London (1866). Der Brief wurde mit der Malle des Indes genannten Postverbindung in 28 Tagen über den See- und Landweg befördert.
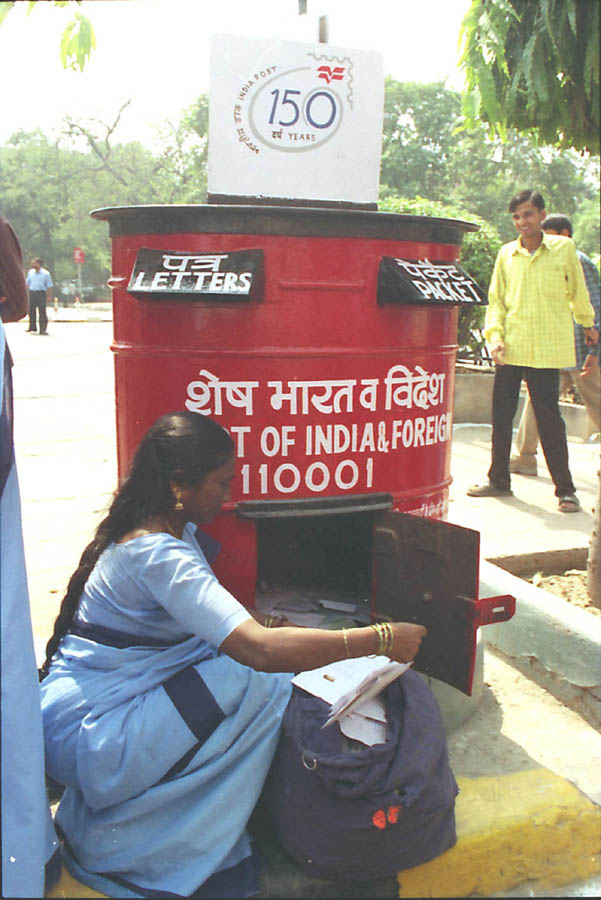
Postbedienstete entleert einen Briefkasten
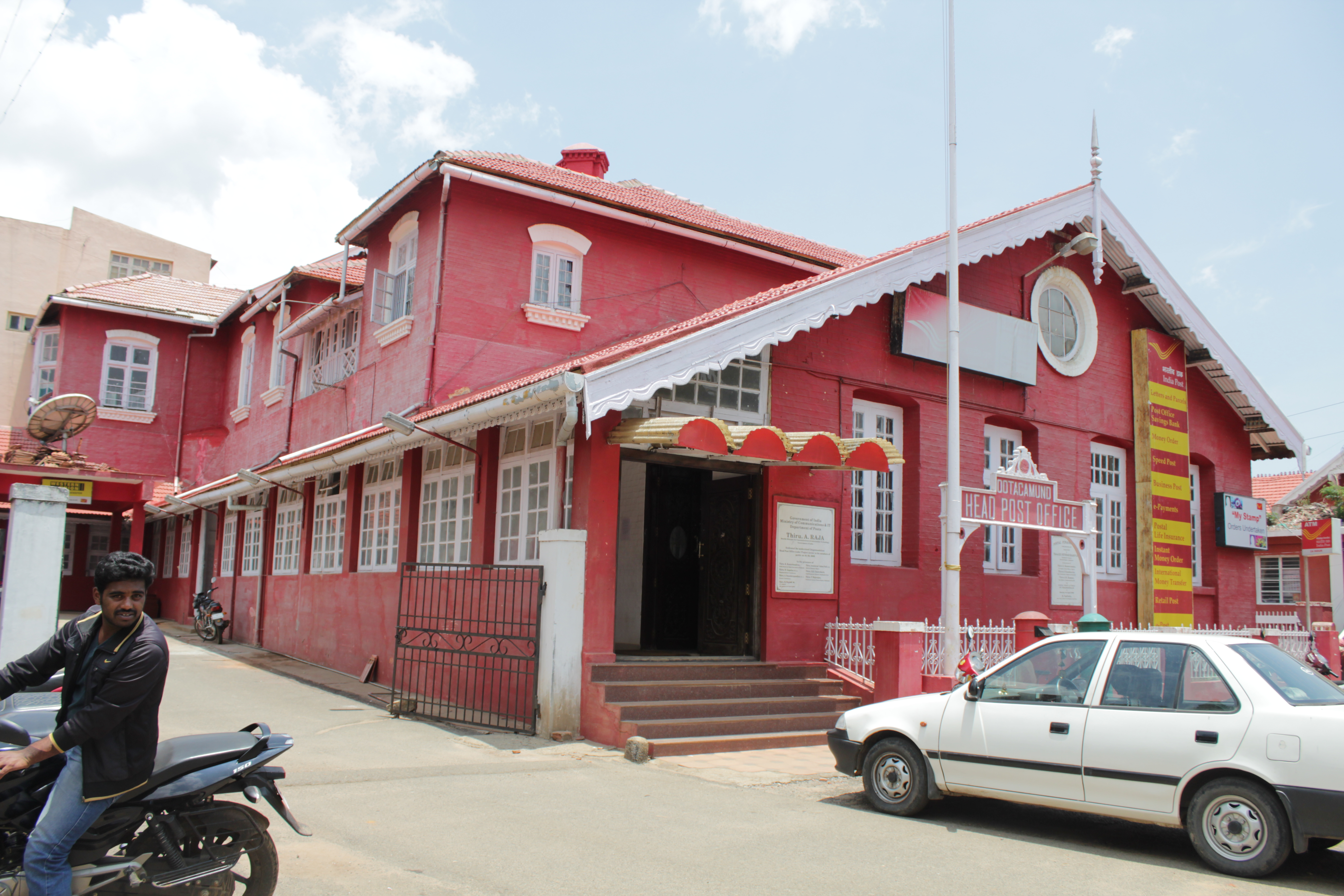
Postamt in Udhagamandalam (Tamil Nadu) in typisch rot-weißer Farbgebung
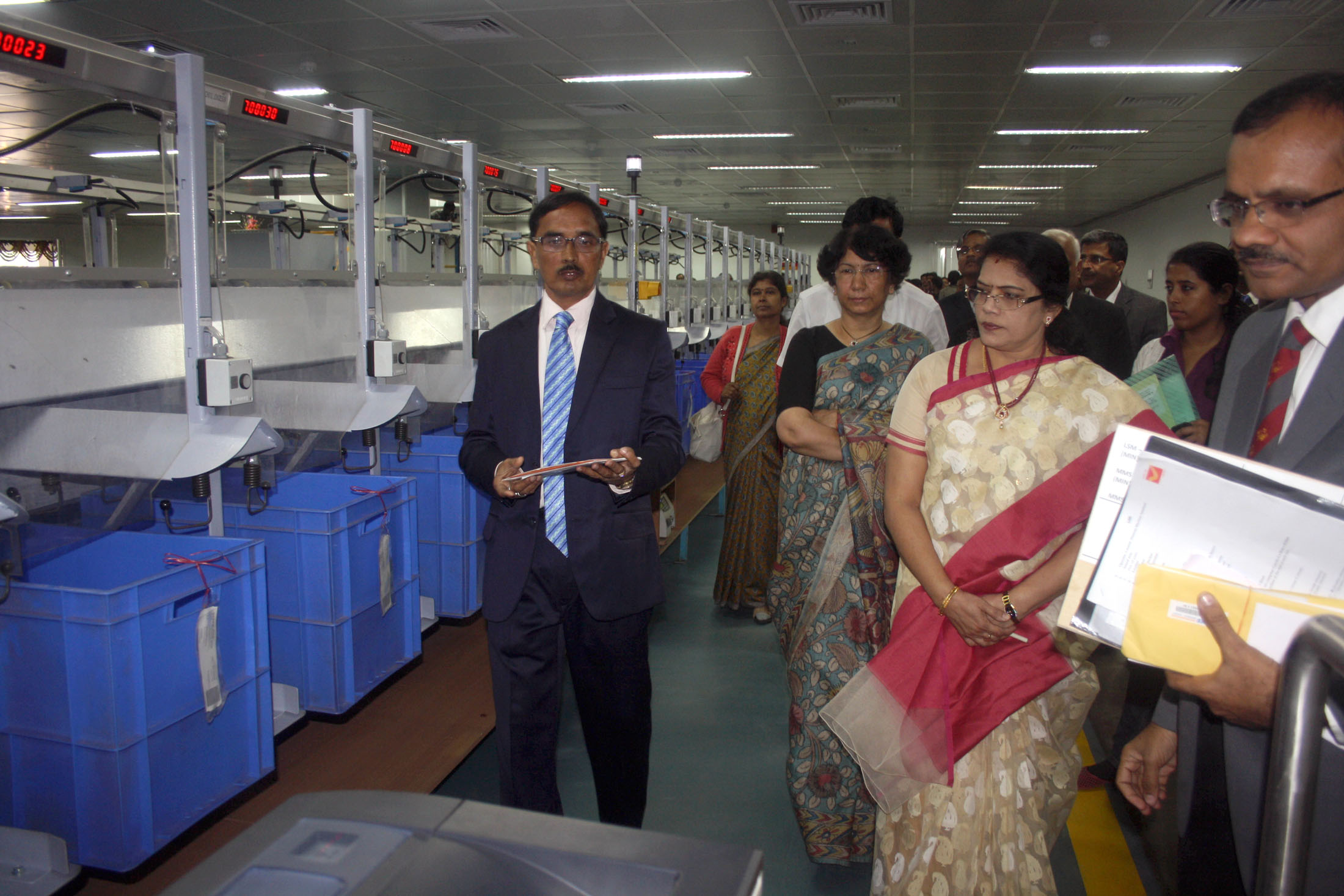
Briefsortieranlage im Automated Mail Processing Centre in Kolkata (2013)
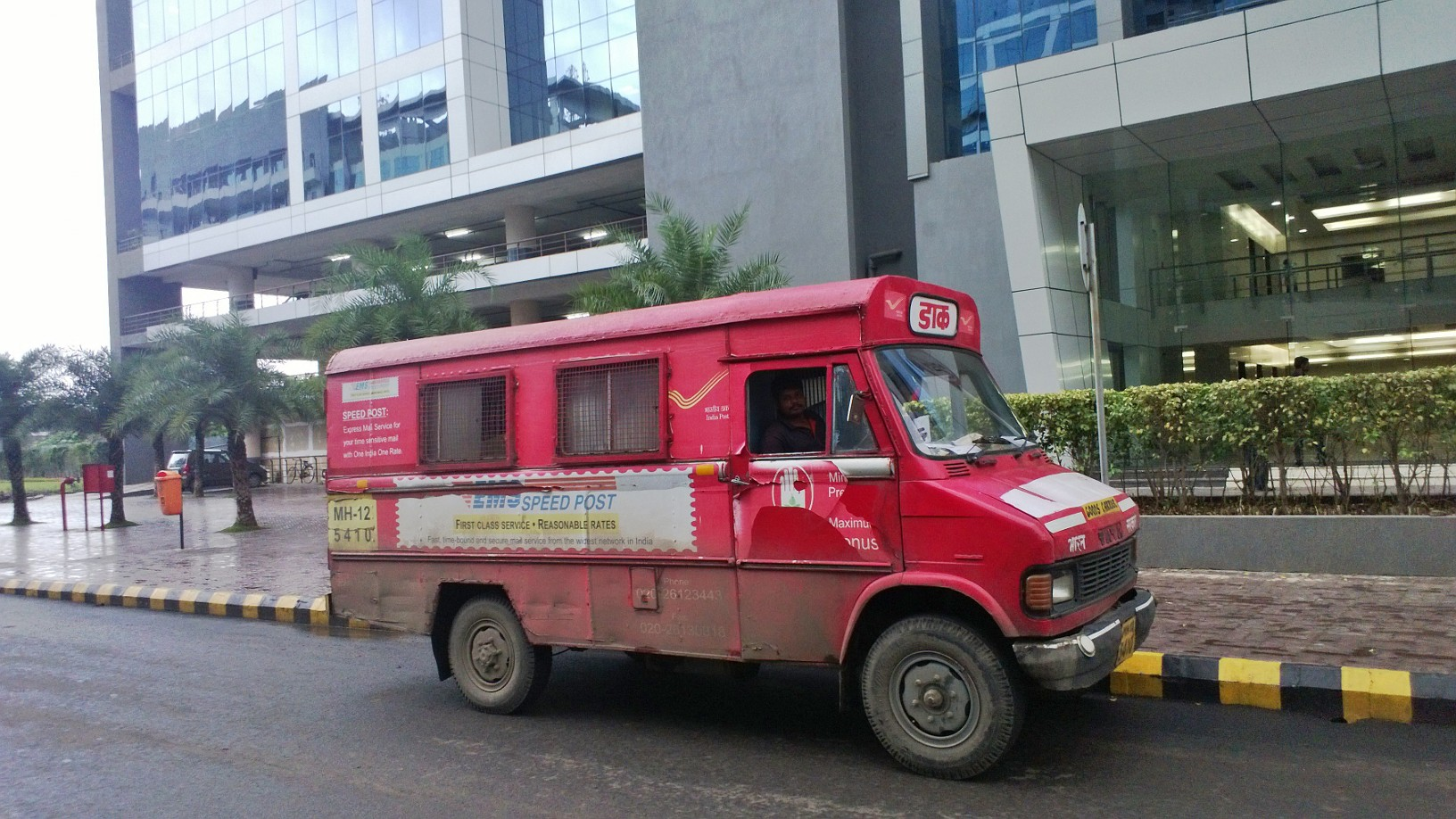
TATA-Postfahrzeug